# Шапарна Олена Миколаївна
Олена Миколаївна Шапарна (нар. 4 лютого 1979) — українська гімнастка. Брала участь у літніх Олімпійських іграх 1996 року.

## Дивитися також
- Список українських олімпійських гімнасток